# Franco Filippazzi
Franco Filippazzi (5 ottobre 1926) è un informatico e saggista italiano, tra i pionieri dell'informatica in Italia.

## Biografia

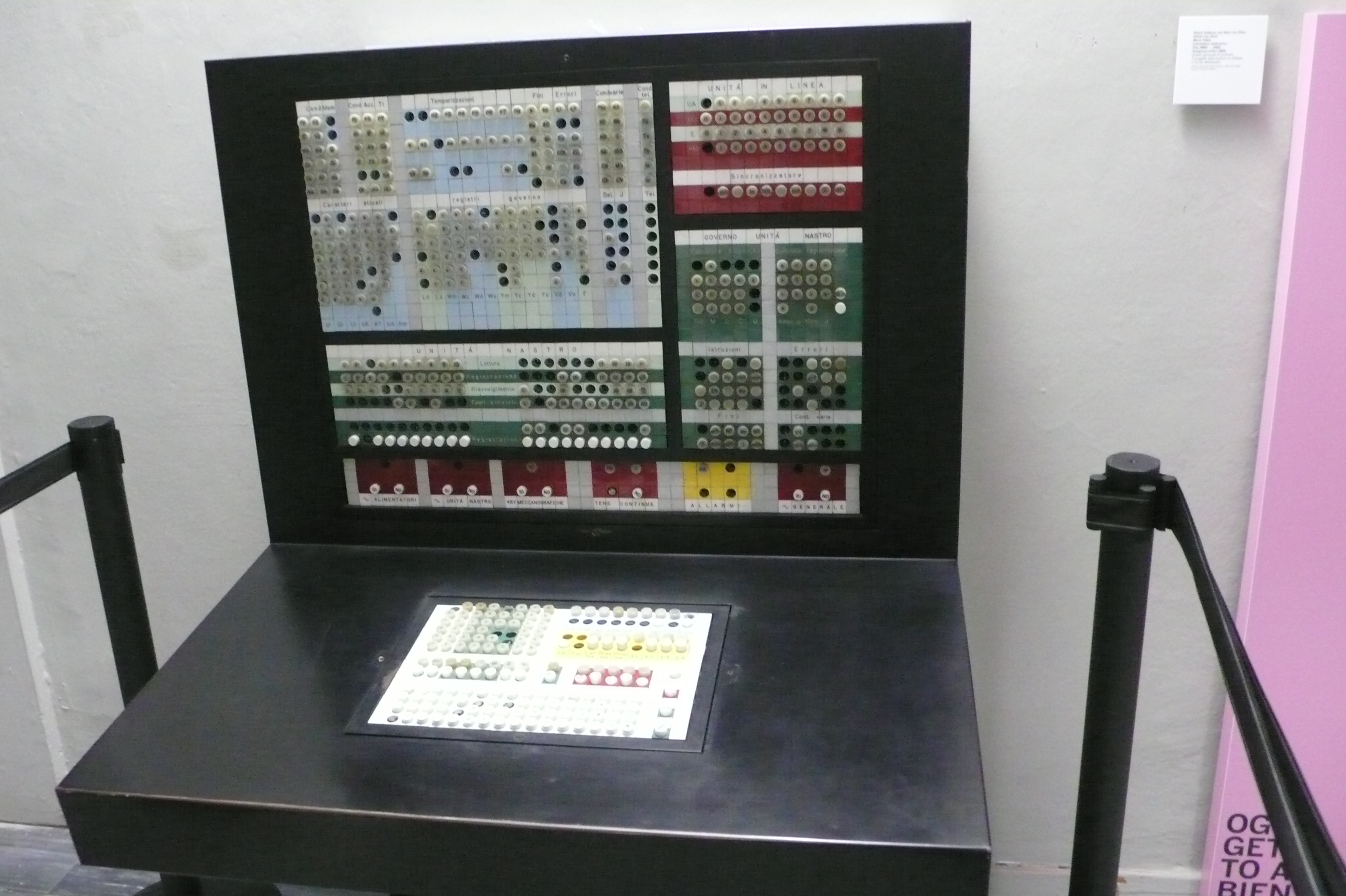
Console di comando dell'Elea 9003.

Laureato in fisica all'Università di Pavia e assistente presso lo stesso ateneo, Filippazzi viene assunto nel 1955 dalla Olivetti quando la società decide di entrare nel settore degli elaboratori elettronici. Nel laboratorio appositamente allestito a Pisa, entra a far parte del ristretto gruppo di giovani ricercatori a cui è affidato il progetto del primo elaboratore italiano, l'Olivetti Elea, un sistema di avanguardia a livello mondiale per la concezione logica e la tecnologia, immesso sul mercato nel 1959.
All'inizio degli anni Sessanta è direttore della ricerca tecnologica del laboratorio Olivetti, che intanto si era trasferito da Pisa a Pregnana Milanese. In questa sede avvia ricerche su tecnologie avanzate, quali circuiti integrati a film sottile, dispositivi superconduttori, memorie ottiche associative. Nel 1965 la Divisione Elettronica Olivetti viene ceduta alla General Electric. Come responsabile della ricerca scientifica, contribuisce all'inserimento del laboratorio di Pregnana nel nuovo contesto internazionale e alla sua attiva partecipazione ai progetti del gruppo. Analogo ruolo avrà nei successivi passaggi del laboratorio, dapprima alla Honeywell e poi alla Bull.
Alle responsabilità di ricerca in ambito industriale ha costantemente affiancato attività di docenza universitaria. A partire dagli inizi degli anni Sessanta, ha insegnato in corsi di specializzazione a Milano, Napoli e Salerno. Ha dato contributi originali alle tecnologie informatiche, documentati in un ampio numero di pubblicazioni e da numerosi brevetti internazionali. È autore o coautore di diversi volumi sulla tecnologia e le applicazioni dell'informatica. Si citano, in particolare: Tecnologia dell'elaboratore elettronico (FrancoAngeli, 1976); L'informatica per il manager (Jackson Libri, 1983); Le frontiere dell'informatica (Sole 24 Ore Libri, 1986); Groupware, l'informatica per lavorare insieme (Franco Angeli, 1993); Superare il paradosso informatico (Franco Angeli, 1995); Il computer tra fantasia e realtà (CUEN, 1997).
Ha tradotto in italiano libri di particolare interesse come Computer Epistemology di Tibor Vàmos (1993) e Being Digital di Nicholas Negroponte (1995). Ha ricoperto incarichi direttivi nelle associazioni professionali del settore. Attualmente fa parte del Consiglio dell'AICA (Associazione Italiana per l'Informatica e il Calcolo Automatico) di cui dirige la rivista Mondo Digitale.